# 赵建德
赵建德（粵拼：ziu6 gin3 dak1；?—前111年），中国西汉时期南越国的第五代君主，公元前112年夏季至前112年冬季期間在位，是南越国第三代君主赵婴齐的长子，第四代君主赵兴的庶兄。
由於趙建德在即位前曾被封為術陽侯，越南史料將他稱為陽王、術陽王或衛陽王。但這些稱謂不見於中國史料，而且並不是他的諡號。

## 生平
赵建德是南越国第三代君主赵婴齐的长子，是赵婴齐与南越妻子所生。公元前135年，赵婴齐被父亲南越国第二代君主赵眜送去汉武帝身边做宿卫后，又娶了邯郸樛氏做妻子，生下次子赵兴。前122年赵眜病逝，赵婴齐继承王位，他没有按常理把长子赵建德立为太子，而是把次子赵兴立为太子，把樛氏立为王后。并封长子赵建德为高昌侯。前113年，赵婴齐病逝，年幼的赵兴继承王位，成为南越国第四代君主，其母亲樛氏当上王太后，赵建德被改封为术阳侯。同年汉武帝派安国少季出使南越，前去告谕赵兴和樛太后，让他们比照内地诸侯进京朝拜天子。此时赵兴和来自嶺北中原的樛太后都愿意归属汉朝，但掌握南越国实权的丞相吕嘉却极力反对，并由此产生叛乱之心。前112年，汉武帝派韩千秋和樛太后的弟弟樛乐，率兵2000前往南越准备刺杀吕嘉。
前112年夏季，当韩千秋和樛乐进入南越之后，吕嘉先发制人，领兵攻入王宫，杀害了赵兴、樛太后和汉朝的使者，同时立赵兴之兄赵建德为新的南越王，并派人告知了苍梧秦王赵光及南越国属下各郡县官员。这时韩千秋的军队进入南越境内，攻下几个边境城镇。随后，南越人佯装不抵抗，并供给饮食，让韩千秋的军队顺利前进，在走到离番禺40里的地方，南越突发奇兵进攻韩千秋的军队，把他们全部消灭。
吕嘉又让人把汉朝使者的符节用木匣装好，并附上一封假装向汉朝谢罪的信，置于汉越边境上，同时派兵在南越边境的各个要塞严加防守。汉武帝得知后，非常震怒，他一方面抚恤死难者的亲属，封韩千秋的儿子韩延年为成安侯，封樛乐的儿子樛广德为龙亢侯；一方面下达了出兵南越的诏书。
前112年秋季，汉武帝调遣罪人和江淮以南的水兵共10万人，兵分五路进攻南越。第一路卫尉路博德为伏波将军，率兵从长沙国桂阳（今湖南境内），直下湟水；第二路主爵都尉楊僕为楼船将军，走豫章郡（今江西境内），直下横浦；第三路和第四路分別是两名南越人为戈船将军和下厉将军，兩人分兵出零陵（今湖南境内），然后一路直下漓水（今广西漓江），一军直抵苍梧（今广西境内）；第五路以驰义侯利用巴蜀的罪人，调动夜郎国的军队，直下牂柯江。

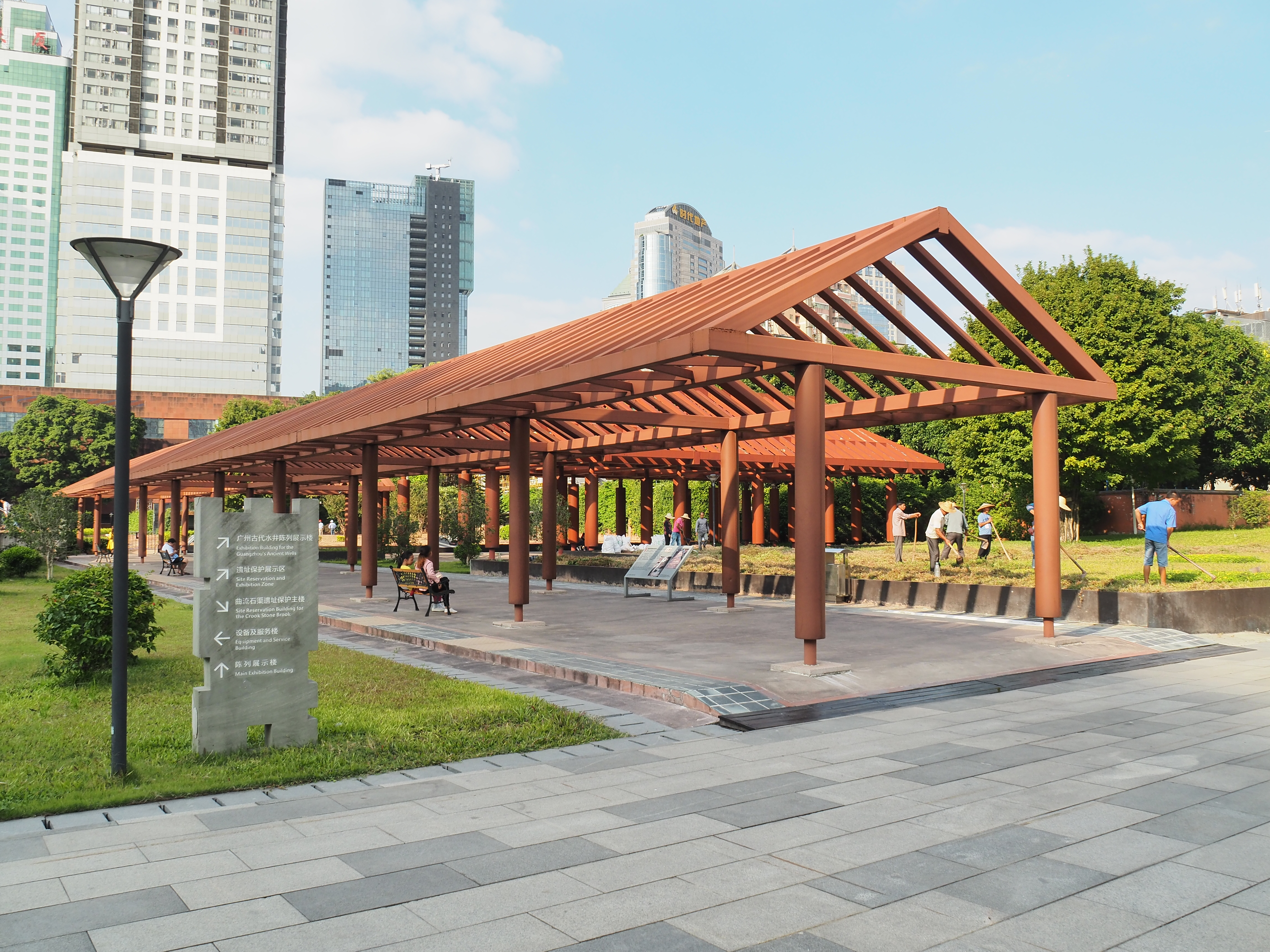
位于广州的南越国宫署遗址在发掘时发现了大量烧焦的木材，正好印证了汉朝军队放火烧番禺城的历史记载，图为在遗址旁复原的一号宫殿及一号廊道的立面轮廓。

前112年冬季，楼船将军楊僕率领精兵，抢先攻下寻峡，然后攻破番禺城北的石门，缴获了南越的战船和粮食，乘机向南推进，挫败南越国的先头部队，率领数万大军等候伏波将军路博德的军队。路博德率领被赦的罪人，路途遥远，与杨仆会师时才到了一千多人，于是一同进军。楊僕率军队在前边，一直攻到番禺，赵建德和吕嘉都在城中固守。楼船将军楊僕选择有利的地形，将军队驻扎在番禺的东南面，天黑之后，楊僕率兵攻进番禺城，放火烧城。而伏波将军路博德，则在城西北安营扎寨，派使者招降南越人，赐给他们印绶，又让降者回去招降其它的南越人，因为南越人久闻伏波将军路博德的威名，天黑又不知道路博德有多少军队，于是纷纷投奔路博德的旗下，黎明时分，城中的南越守军大部分已向路博德投降。
吕嘉和赵建德见形势不妙，在天亮之前率领几百名部下出逃，乘船沿海往西而去。路博德在询问了投降的南越人之后，才知吕嘉和赵建德的去向，并派兵追捕他。路博德的校尉司马苏弘擒获赵建德，被封为海常侯；原南越国郎官孙都擒获吕嘉，被封为临蔡侯。漢武帝出行至左邑縣的桐鄉（今山西省運城市聞喜縣），得知漢軍攻滅南越國的消息，遂將該鄉從左邑縣治下劃出，改名為聞喜縣。路博德派使者將呂嘉首級獻給漢武帝時，漢武帝正在汲縣的新中鄉（今新鄉市西南6公里的張固城村），武帝大喜，取擒獲呂嘉之義，改新中鄉為獲嘉縣，並置縣，屬河內郡。同年，武帝處死趙建德，並將其首級高懸於長安漢宫北闕，籍此宣揚漢威、以儆效尤。
吕嘉和赵建德被擒之后，南越国属下各郡县不战而下，纷纷向汉朝投降。苍梧王赵光投降后被封为随桃侯，揭阳县令投降后被封为安道侯，桂林郡监居翁劝服境內的骆越人一同归降汉朝，被封为湘城侯。戈船将军和下厉将军的军队，以及驰义侯所谓调动的夜郎军队还未到达，南越已经被平定了，路博德增加了封邑，杨仆的军队攻破敌人的坚固城防，被封为将梁侯。
汉武帝在平定南越后，漢朝將原南越國屬地併入漢朝九郡。由赵佗创立的南越国，在經歷過93年、五代南越王之後，最終為汉朝所滅。

## 历史影响
赵建德在位时间极短（不到半年），而且是在丞相吕嘉叛乱杀死第四代南越王赵兴后，被吕嘉匆匆推上王位的，南越国的实权始终掌握在吕嘉手中。吕嘉叛乱后，使汉武帝找到了出兵南越国平乱的借口，在汉朝十万大军的攻击下，南越国终于走向了覆亡，赵建德也成了南越国的末代君主。

## 腳註
1. ↑  《史记·卷一百一十三·南越列传·第五十三》“吕嘉攻杀王、太后及汉使者。遣人告苍梧秦王及其诸郡县，立明王长男越妻子术阳侯建德为王”
2. ↑  《汉书·卷六·武帝纪第六》“元鼎五年夏四月，南越王相吕嘉反，杀汉使者及其王、王太后。”查《新编中国三千年历日检索表》，元鼎五年夏四月等同格里历西元前112年5月18日至6月15日
3. ↑  《越南史略》稱陽王，《大越史記全書》稱術陽王，《越史略》稱衛陽王（疑系傳抄錯誤）。所有越南方面的史料中，唯《欽定越史通鑒綱目》稱之為術陽侯，與中國方面的《史記》、《漢書》記載相同。
4. ↑  根据大越史记全书及史记
5. ↑  關於趙建德的封號，在中國的《史記·南越列傳》、《漢書·兩粵傳》和越南的《欽定越史通鑒綱目》中皆作「術陽侯」。

## 延伸阅读
[在维基数据编辑]
 《史記/卷113》，出自司馬遷《史記》